# Confédération des syndicats révolutionnaires de Turquie
La Türkiye Devrimci İşçi Sendikaları Konfederasyonu (DİSK - Confédération des syndicats révolutionnaires de Turquie) est une confédération syndicale turque affiliée à la Confédération syndicale internationale et à la Confédération européenne des syndicats. 

## Fondation[2]
Le 12 février 1967, plusieurs syndicats parmi lesquels T. Maden-İş, Lastik-İş, Basın-İş, Gıda-İş et T. Maden-İş (Zonguldak) ont organisé leurs congrès au cinéma Şafak à Istanbul. Durant ces congrès, ils décidèrent de créer le DISK, et c'est le 13 février 1967 que la Confédération des syndicats révolutionnaires de Turquie vit le jour à Istanbul. 
Quelques mois plus tard, le 15 juin se tenait le premier congrès du DISK dans la salle du Bank-Sen-İş. 